# NGC 5386
NGC 5386 ist eine Balken-Spiralgalaxie vom Hubble-Typ SBa im Sternbild Jungfrau. Sie ist schätzungsweise 191 Millionen Lichtjahre von der Milchstraße entfernt und hat einen Durchmesser von etwa 60.000 Lj.
Im selben Himmelsareal befinden sich u. a. die Galaxien NGC 5374, NGC 5382, NGC 5384, NGC 5387.
Das Objekt wurde am 29. April 1786 von Wilhelm Herschel mit einem 18,7-Zoll-Spiegelteleskop entdeckt, der sie dabei mit „Two. Both vF, vS, resolvable“ beschrieb.  Die zweite genannte Galaxie ist NGC 5382.